# Эрифия
Эрифия, Эритея/Эрифеида (др.-греч. Ἐρύθεια — красная) — в древнегреческой мифологии одна из гесперид. Считается либо дочерью Атланта и Геспериды, либо дочерью Геспера (Вечерней Звезды) и Нюкты (Ночи). У Гигина искажённо Эрика.
Геспериды обитали на западе у берегов реки Океан. Они оберегали золотые яблоки вечной молодости в «саду Гесперид». Аполлоний Родосский рассказывает в «Аргонавтике», что, увидев прибывших аргонавтов, геспериды испугались и рассыпались в прах. Но вняв просьбам аргонавтов (либо пению Орфея), они превратились в прекрасные деревья. Эрифия превратилась в вяз.